# Sadóvoie (Volgograd)
Sadóvoie — Садовое (rus) — és un poble de l'óblast de Volgograd, a Rússia, segons el cens del 2021 tenia 509 habitants.